# Заря (Владимирська область)
Заря (рос. Заря) — присілок у Ковровському районі Владимирської області Російської Федерації.
Входить до складу муніципального утворення Новосельське сільське поселення. Населення становить 1 особу (2010).

## Історія
Присілок розташований на землях фіно-угорського народу мещери.
Від 10 квітня 1929 року належить до Ковровського району, утвореного спочатку у складі Івановської промислової області, а відтак від 14 серпня 1944 року у складі новоутвореної Владимирської області.
Згідно із законом від 11 травня 2005 року входить до складу муніципального утворення Новосельське сільське поселення.

## Населення
| 2002 | 2010 |
| ---- | ---- |
| 1    | →1   |